# デスクリムゾンOX
『デスクリムゾンOX』（デスクリムゾンオックス　Death Crimson OX）は、エコールソフトウェアが開発し、2000年10月30日にセガから業務用に発売された3Dガンシューティングゲームである。
2001年5月10日にはドリームキャスト版が、2003年11月27日にはPlayStation 2版（デスクリムゾンOX+）が発売された。

## 概要
1999年11月25日、エコールソフトウェアからドリームキャストで発売された『デスクリムゾン2 -メラニートの祭壇-』のシューティングゲームパートを再構成。セガの『ザ・ハウス・オブ・ザ・デッド』の開発を担当した部署の協力を得て、『ザ・ハウス・オブ・ザ・デッド2』の改造キットという形で発売された。アーケード向けにストーリーや敵配置を変更し、難易度を同時期の他のガンシューティングゲームと比べてやや低めに設定されている。
「OX」にはゼロ、エックスという意味もかけてあり、「ガンシューティングゲームの原点に立ち帰る」という意思が込められている。

## ストーリー
2010年7月29日、美しかったサロニカの街は謎の組織SMOによって破壊された。SMOはサブリミナーと呼ばれる戦闘員を各所に配備し街の住人たちを弾圧した。生き残った住人たちは、リリーという正体不明の女性を指導者としたレジスタンスを組織しSMOに抵抗を繰り広げていた。そんな中、SMOの構成員だった八並康はSMOの方針に疑問を感じ、古代の超兵器であるクリムゾンという2丁の銃を武器庫より持ち出し、レジスタンスへ身を投じた。リリーは八並康をSMOの執拗な追跡からかくまったが、八並康の身代わりにSMOに拉致されてしまう。八並康はリリーの娘であるユリとともにリリー奪還に向かう。
原作の『デスクリムゾン2』とは設定や物語が大きく変更されているが、その理由は本作が『デスクリムゾン』のとある場面から分岐したパラレルワールドだからである事がステージ6で明かされる。

## システム
襲いかかってくる様々な敵を銃（クリムゾン）で倒して進む。銃は1回のリロード（再装填）で10発の連射が可能である。リロードするときには照準を画面の外に向けるだけで良い。全6ステージ構成。画面上に現れるアイテムを撃つことで、連射攻撃が可能な武器が使えたりライフを回復させることができる。

### 戦闘
人間形の敵には、弾が命中した部位によって与えるダメージが異なるように設定されている。頭部を撃つと1発で倒すことができ、楽に進むことができる。股間を撃つと追い撃ちができ、得点を稼ぐことができる。他にも特定のステージにある「デスフラッシュ」を撃つと鮮やかな閃光とともに画面内の敵を消し去る。民間人を撃つとライフも減ってしまう。

### ライフ
1P、2Pともにデスと呼ばれるライフゲージがある。ライフはダメージを受けると減少し、銃を命中させて経験点ゲージが満タンになるか、「デスマロン」を撃つと1デス回復する。

### マシンガン
「デスコスモス」を撃つと、一定回数分マシンガンが使用できるようになる。トリガーを引いてため、離すと発射する。ゲージがいっぱいになるまでためてから発射すると、得点倍率が向上する。

### 狂気モード
ライフゲージが1デス以下（赤く点滅した状態）になると狂気モードが発動し、最大で4倍近い得点倍率がかかるようになる。

### 得点倍率
敵を撃つことで得られる得点には、以下の要素で倍率がかかっている。条件によっては、1.00以下の倍率になることもある。
- 敵に当てた部位
- プレイ人数
- 初期設定ライフゲージ
- 現在のライフ
- 難易度設定
- 残弾数

これらのシステムから、高得点を得るためには、残りライフと残弾数をギリギリにしたまま進むことが必須であり、高い集中力が要求される。本作品を普通に1コインクリアすると20万点から30万点台でクリアするが、最初から狂気モードのまま（ライフを1のままで回復したときはわざとダメージを受ける）、一番難しい設定でクリアすると、最終的には90万点以上になるという。

## ゲームの難易度
本作品は、同じ時期に出た『ニンジャアサルト』や『コンフィデンシャルミッション』と比べると、攻略難易度が低く設定されている。その理由としては、1回のリロードで普通のガンシューティングゲームでは6発のところこのゲームでは10発弾が撃てること、回復アイテムが比較的多く出ること、頭を撃てば楽に進めることなどで、難しいと敬遠していたプレイヤーを呼び戻す遊びやすさを備えていた。一方で、上記の通り、やり込むとなるとかなりの腕を必要とする一面もあった。

## キャラクター
『デスクリムゾン2』に登場した主要人物が、設定を変更の上で使用されている。
八並 康(やなみ こう)
声優 - 菅野憲
1P側キャラクター。21歳のフリーカメラマン。SMOで働いている際に、クリムゾンを持ち出した後、ユリと知り合って、誘拐されたリリーを助けることになる。
ユリ・ローゼンバーグ
声優 - MOMO
2P側キャラクター。19歳。ポルベニール大学社会学部在学。誘拐されたリリーの手がかりを求めて、康とともにSMOと戦う。
パトリック・リュイス
声優 - 北村紘香
15歳。飛行機操縦士。レジスタンス組織の一員。ステージ4と5でプレイヤーに協力する。
越前 康介(えちぜん こうすけ)
声優 - せいじろう
コードネームはコンバット越前。好物は焼きビーフン。実はユリの父親である。クリムゾンを手に入れたが行方不明。しかし、ステージ6で...。
グレッグ・プルメル
57歳。ポルベニール大学社会学部の元教授。かつての越前の戦友。ステージ3のオープニングで康とユリに会うが、実は…。

## ドリームキャスト版
アーケード版と大きな変更がないが、ストーリーモードのほかに、6つのステージを独立して遊べるミッションモードと、一つのステージをいかに少ない弾数でクリアするかをチャレンジするブリットモードが追加された。
グラフィックが一部変更されたり、アーケード版ではマスクされていた得点倍率が表示されるようになっている。なお、メーカーロゴは『デスクリムゾン2』と同じだが、スタートボタンでスキップすることができる。
北米では、サミーから発売された。

## PlayStation 2版（デスクリムゾンOX+）
ゲーム内容はドリームキャスト版のものに加え、クリア時間の早さを競うタイムモードが追加された。
メーカーロゴがムサピィのチョコマーカーと同じものに、フォントが流隷体から普通のゴシック体に変更されている。
ヨーロッパでも発売された。

## その他
- 『デスクリムゾン2』から移植する際に、NAOMI基板のROM使用量を削減するため、本作では主にグラフィック面が大幅にデチューンされている。ステージ1のミドルシーンで、ユリの手先が針のようなポリゴンになっているのはそのためである。
- DC版、PS2版とも、ガンコントローラーでプレイする際、トリガーを引いた瞬間画面を一瞬明るくして、走査線スキャンの精度を上げるスクリーンフラッシュという手法が取り入れられている。非常に短い時間なので肉眼では視認できない。
- 本作品に使用されているBGMは、ほとんどが『デスクリムゾン2』のBGMをリファインしたものだが、一部に『デスクリムゾン1』のBGMがリファインされて使用されている。DC版とPS2版では、さらに一部の曲がオリジナルにさし変わっている。これらのサウンドトラックは、『デスクリムゾン1』のサウンドトラックと合わせて、DEATH CRIMSON HISTORYとしてCD化され、エコールから直接通販された。